# 伏見稲荷大社の事件ファイル
『伏見稲荷大社の事件ファイル』（ふしみいなりたいしゃのじけんファイル）は、1992年（平成4年）9月26日に日本テレビ系列で放送されたテレビドラマ。IVSテレビ制作が製作を担当。

## 概要
泉ピン子と村田雄浩による主演であり、高橋由美子が助演。伏見稲荷大社を舞台とし、京都市が協力を担当した。本放送終了後、『鴨川シーワールド物語〜あの日のままの笑顔〜』が木曜19:00 - 20:54に放送された。

## 放送時間
- 土曜19:00 - 20:54（JST）
  - 19:00の『大追跡』（第2期）は既に終了（10月24日に『大相似形テレビ』開始）、20:00の『マジカル頭脳パワー!!』は休止。

## キャスト
- 平松三栄子 - 泉ピン子
- 葉山俊一郎 - 村田雄浩
- 関水由香子 - 高橋由美子
- 小出敦子 - 飯島直子
- 木曽良知 - 佐藤敦啓
- 伊藤直美 - 安田成美
- 日高一輝 - 加勢大周
- 今村卓哉 - 萩原聖人
- 津守泰幸 - 原田龍二
- 本田晃 - 菊池健一郎
- 若田進 - 宮下直紀
- 大久保薫 - 的場浩司
- 二宮晴子 - 鈴木保奈美
- 遠藤久次郎 - 藤村俊二
- 光田仙造 - 小鹿番

## スタッフ
- ナレーター - 関口伸
- 脚本 - 松永利幸
- 音楽 - 川村栄二
- 演出 - 酒井護
- 協力 - 伏見稲荷大社、京都市
- 企画制作 - 日本テレビ
- 製作 - IVSテレビ制作